# Promenia jucunda
Promenia jucunda är en ringmaskart som beskrevs av Johan Gustaf Hjalmar Kinberg 1866. Promenia jucunda ingår i släktet Promenia och familjen Cirratulidae. Inga underarter finns listade i Catalogue of Life.